# Zapadnaja Lica
Zapadnaja Lica (ros. Западная Лица) – największa baza morska rosyjskiej Floty Północnej, znajdująca się na Półwyspie Kolskim we fiordzie o tej samej nazwie, 45 km od granicy z Norwegią oraz 3 km na północ od Zaoziorska w obwodzie murmańskim (ros. Заозёрск, Мурманская область). 
W latach 1939–1940, podczas II wojny światowej na mocy umowy między ZSRR a III Rzeszą była to niemiecka baza Kriegsmarine Basis Nord, wykorzystana między innymi do ataku na Norwegię.

## Opis miejsca
W skład bazy wchodzą: Zatoka Andriejewa (składowisko odpadów radioaktywnych), Bolszaja Łopatka (8 nabrzeży przystosowanych do obsługi okrętów podwodnych, dok serwisowy), Małaja Lopatka (5 nabrzeży, dok pływający) i Nerpicha (główne miejsce postoju okrętów części Floty Północnej). Teren ten wraz z miastem Zaoziorsk ma status obszaru zamkniętego (ros. ЗАТО – Закрытые административно территориальные образования), mieszka w nim ponad 18 000 mieszkańców. Zapadnaja Lica otoczona jest skalistymi wzgórzami, poprzecinanymi rzekami, strumieniami, wokół znajdują się liczne jeziora i bagna, co czyni to miejsce bardzo niedostępnym. Przez 43 dni w roku panuje tu noc polarna, a przez cały czas klimat subpolarny z często występującymi silnymi wiatrami. Miejsce to opisał w listopadzie 1939 niemiecki attaché marynarki w Moskwie Norbert von Baumbach w następujący sposób:

…przypomina Zatokę Kotorską. Ma siedem mil morskich długości i jest bardzo kręta. Otaczające ją strome wybrzeża i skalne wysepki wysokości 80 do 100 metrów uniemożliwiają jakikolwiek wgląd w wewnętrzną część zatoki zarówno z morza jak i granicy[…]. Zapewniają też bezpieczną osłonę w razie sztormu.

## Historia
Do momentu wybuchu II wojny światowej Zatoka Zapadnaja Lica była miejscem leżącym w odległości 25 km od ówczesnej granicy fińsko-radzieckiej. W samym fiordzie na wschodnim brzegu znajdowała się tylko mała osada rybacka o nazwie Wichany.
ZSRR na mocy paktu Ribbentrop-Mołotow nawiązał współpracę militarną z III Rzeszą. Zapadnaja Lica została przekazana przez ZSRR Niemcom na tajną bazę morską. Nowo powstała baza otrzymała nazwę nadaną przez admirała Ericha Raedera – Baza Północna (niem. Nord Basis lub Nordflottenstützpunkt). Po zajęciu Norwegii dalsze utrzymywanie Nordflottenstützpunkt nie było już potrzebne.
W związku z planowaną przez Związek Radziecki budową atomowych okrętów podwodnych postanowiono wykorzystać to miejsce do ich bazowania. Warunki geograficzne jeszcze raz przesądziły o jej lokalizacji. W 1958 rozpoczęto budowę stacjonarnej bazy wyposażonej w rozbudowane zaplecze remontowo-produkcyjne, w tym instalacje do obsługi reaktorów jądrowych. W pobliżu na potrzeby wielkiego portu wojennego i stoczni powstało nowe miasto Zaoziorsk, którego większość mieszkańców pracowało na potrzeby marynarki wojennej lub przedsiębiorstw podległych ministerstwu obrony. W 1959 z bazy Zapadnaja Lica wypłynął po raz pierwszy w rejs atomowy okręt podwodny K-3 (późniejszy Leninskij Komsomoł). Od lat 80. XX wieku stacjonują tu największe w świecie atomowe okręty podwodne z rakietami balistycznymi 941 (kod NATO Tajfun). Wraz z uznaniem bazy i jej okolicy za obszar zamknięty (ros. ЗАТО) miejsce to nazywano również: Siewieromorsk-7, Zaoziorny lub Murmańsk-150.
W bazie doszło do ogromnej katastrofy nuklearnej. Pomiędzy lutym a wrześniem 1982 do wód zatoki wyciekło szacunkowo ok. 700 tys. m3 skażonej radioaktywnie wody. Wyciek nastąpił z nieszczelnych basenów w budynku nr 5, w których przechowywane były w metalowych bębnach i utylizowane odpady promieniotwórcze – zużyte paliwo jądrowe z okrętów podwodnych i lodołamaczy. Wskutek wad konstrukcji i zwykłego niedbalstwa obsługi doszło do przecieków ze ścian basenów a później do pęknięcia rury doprowadzającej wodę do chłodzenia pojemników. Te, pozbawione właściwego chłodzenia zostały narażone na wzrost wewnętrznej temperatury i ciśnienia, co w konsekwencji doprowadziło do ich rozszczelnienia i niekontrolowanego uwolnienia radioaktywnych substancji do wody. Woda ta przez uszkodzoną rurę wypłynęła z basenu do systemu kanalizacyjnego, który umożliwił jej ewakuację do Zatoki Andriejewa. Zarówno skala oraz konsekwencje, jak i sam fakt zaistnienia wypadku został utajniony przez radziecką władzę, a w usuwanie szkód początkowo zaangażowanych było szacunkowo ok. 1000 osób. W czasie tej akcji zdarzało się, że bębny pękały wylewając zawartość, która następnie była zbierana łopatami przez marynarzy. Wskutek skupienia zbyt dużej masy odpadów dochodziło do przekroczenia ich masy krytycznej i w konsekwencji niekontrolowanych reakcji łańcuchowych z uwolnieniem promieniowania Czerenkowa włącznie. Pierwszy etap bezpośredniej akcji ratunkowej i usuwania szkód trwał od 1983 do 1989 roku. Dopiero w 2017 zakończono opróżnianie i zabezpieczenie znajdujących się w budynku nr 5 ponad 22 tysięcy zużytych elementów paliwowych. Przeprowadzono ją pod nadzorem Międzynarodowej Agencji Energii Atomowej. Była to największa operacja tego typu w historii ludzkości.